# 세토촌 (후쿠오카현)
세토촌(勢門村)은 일본 후쿠오카현 가스야군에 설치되었던 촌이다. 현재의 사사구리정의 일부에 해당한다.